# Carmine Coppola
Carmine Coppola (Nueva York, 11 de junio de 1910-Northridge, California; 26 de abril de 1991) fue un compositor, director musical y ocasional actor estadounidense. Coppola compuso y dirigió gran parte de las piezas musicales de películas como El padrino II y Apocalypse Now. Tiene una nominación a los Premios Grammy.

## Vida personal
Coppola nació en la ciudad de Nueva York, hijo de Marie Zasa y Agostino Coppola. Coppola fue el padre de August Coppola, del director Francis Ford Coppola y de la actriz Talia Shire, y abuelo de Nicolas Cage, Sofia Coppola, Jason Schwartzman y Robert Schwartzman. Su esposa, Italia Pennino Coppola, murió en 2004 en Los Ángeles, California. Por su parte, Coppola murió en Northridge, California, a los 80 años de edad. Después de su muerte, su nieto, Robert Schwartzman, cambió su apellido por el de 'Carmine' como homenaje a su abuelo.

## Biografía
Carmine Coppola estudió en la Juilliard School y posteriormente en la Manhattan School of Music. Durante los años '40, Coppola trabajó en la Orquesta Sinfónica de la NBC bajo las órdenes de Arturo Toscanini, hasta que en 1951 abandonó la orquesta para dedicarse a la composición. A partir de entonces, trabajó como director de orquesta en Broadway mientras trabajaba con su hijo Francis en películas como El valle del arco iris (1968). Años más tarde, este le pediría que compusiera la música para la película El padrino II, junto al también compositor Nino Rota. Por esta banda sonora consiguieron el Premio Óscar a la mejor banda sonora en el año 1974. Después de su Óscar, también compuso la banda sonora de la película Apocalypse Now (1979), por la que ganó el Globo de Oro a la mejor banda sonora. También compuso las 3 horas y media de la banda sonora de la versión de la película Napoleón, que realizó el director Abel Gance en 1921, y que versionó su hijo en 1981.

## Filmografía selecta
- El padrino (1972)
- El padrino II (1974)
- Apocalypse Now (1979)
- El corcel negro (1979)
- Napoleon (1980 en los Estados Unidos)[4]
- The Outsiders (1983)
- Jardines de piedra (1987)
- Tucker, el hombre y su sueño (1988)
- Blood Red (1988)
- Historias de Nueva York (1989)
- El padrino III (1990)
- El novato (1990)

## Premios y distinciones
Premios Óscar
| Año  | Categoría                         | Película       | Resultado |
| ---- | --------------------------------- | -------------- | --------- |
| 1975 | Mejor banda sonora original       | El padrino II  | Ganadora  |
| 1991 | Óscar a la mejor canción original | El padrino III | Nominada  |